# Malea (Vorname)
Malea ist ein weiblicher Vorname.

## Herkunft und Bedeutung
→ Hauptartikel: Maria, Magdalena, Amalie oder Malwine
Beim Namen Malea [mə.ˈliː.ə] handelt es sich um die anglisierte Schreibweise des hawaiianischen Mädchennamens Malia.
Daneben stellt Malea eine erweiterte Form von Male dar, der als Variante von Mali eine norwegische und schwedische Dialektform von Malin darstellt, oder eine Koseform von Amalia bzw. Malvina.

## Verbreitung
Der Name Malea erreichte in der Schweiz erstmals im Jahr 2012 die Top-100 der Vornamenscharts. Im darauffolgenden Jahr verließ er diese Hitliste wieder, jedoch nur für ein Jahr. Seit 2014 zählt Malea zu den 100 meistgewählten Mädchennamen und gewinnt seitdem an Popularität. Im Jahr 2022 erreichte Malea mit Rang 9 erstmals die Top-10 der Vornamenscharts.
In Deutschland erreichte Malea im Jahr 2008 die Hitliste der 500 beliebtesten Mädchennamen. Trotz gelegentlicher Schwankungen befindet sich der Name seitdem im Aufwärtstrend. Seit 2021 zählt er zur Top-100 und gewinnt weiterhin an Popularität. Zuletzt stand er auf Rang 62 der Hitliste (Stand 2023). Besonders beliebt ist der Name im Saarland.

## Namensträger
- Malea Cesar (* 2003), US-amerikanisch-philippinische Fußballspielerin